# Азербејџан на Европском првенству у атлетици у дворани 2019.
Азербејџан је учествовао на 35. Европском првенству у дворани 2019 који се одржао у Глазгову, Шкотска, од 1. до 3. марта. Ово је девето европско првенство у дворани од 2000. године када је Азербејџан први пут учествовао, пропустио је првенство одржано 2005. Репрезентацију Азербејџана представљала су 2 такмичара (1 мушкарац и 1 жена) који су се такмичили у 2 дисциплине (1 мушка и 1 женска).
На овом првенству представник Азербејџана је освојио златну медаљу. Овим успехом Азербејџан је делио 10 место у укупном пласману освајача медаља .
У табели успешности према броју и пласману такмичара који су учествовали у финалним такмичењима (првих 8 такмичара) Азербејџан је са 1 учесником у финалу делио 24. место са 8 бодова..
| Плас. | Земља      | 1. место | 2. место | 3. место | 4. место | 5. место | 6. место | 7. место | 8. место | Бр. фин.-Бод. |
| ----- | ---------- | -------- | -------- | -------- | -------- | -------- | -------- | -------- | -------- | ------------- |
| 24.   | Азербејџан | 1-8      | –        | -        | -        | –        | -        | –        | -        | 1-8           |

## Учесници
| Мушкарци: - Назим Бабајев — Троскок | Жене: - Закија Хасанова — 60 м |  |

## Освајачи медаља (1)

### Злато (1)
- Назим Бабајев — Троскок

## Резултати

### Мушкарци
| Атлетичар     | Дисциплина | Лични рекорд | Квалификације | Квалификације | Полуфинале | Полуфинале | Финале   | Финале | Детаљи |
| Атлетичар     | Дисциплина | Лични рекорд | Резултат      | Место         | Резултат   | Место      | Резултат | Место  | Детаљи |
| ------------- | ---------- | ------------ | ------------- | ------------- | ---------- | ---------- | -------- | ------ | ------ |
| Назим Бабајев | Троскок    | 16,68        | 16,81 КВ, ЛР  | 3.            |            |            | 17,29 ЛР |        |        |

### Жене
| Атлетичарка     | Дисциплина | Лични рекорд | Квалификације | Квалификације | Полуфинале            | Полуфинале            | Финале                | Финале       | Детаљи |
| Атлетичарка     | Дисциплина | Лични рекорд | Резултат      | Место         | Резултат              | Место                 | Резултат              | Место        | Детаљи |
| --------------- | ---------- | ------------ | ------------- | ------------- | --------------------- | --------------------- | --------------------- | ------------ | ------ |
| Закија Хасанова | 60 м       | 7,37         | 7,45          | 6. у гр. 3    | Није се квалификовала | Није се квалификовала | Није се квалификовала | 33 / 42 (43) |        |